# Tisserin jaune
Ploceus subaureus
Espèce
Statut de conservation UICN

 LC  : Préoccupation mineure
Le Tisserin jaune (Ploceus subaureus) est une espèce de passereaux de la famille des Ploceidae.

## Répartition
Il vit en Afrique orientale, de la Somalie à l'Afrique du Sud.